# Fuligny
Fuligny é uma comuna francesa na região administrativa de Grande Leste, no departamento de Aube. Estende-se por uma área de 10,34 km². Em 2010 a comuna tinha 46 habitantes (densidade: 4,4 hab./km²).